# 産地判別技術
産地判別技術（さんちはんべつぎじゅつ）とは、無機元素、同位体比、有機成分及び遺伝子などの差異を指標として食品等の産地を判別する技術である。

## 歴史
80年代よりヨーロッパにおいてワインの産地偽装事件が多発したため開発されたのが始めと言われている。日本においては平成13年に食品の産地表示が義務化されたことに伴い、各種食品の産地判別技術が開発され始めた。ちなみに、平成13年は雪印食品の牛肉産地偽装などが起こった年でもあった。平成19年は耐震偽装事件から赤福、白い恋人及び船場吉兆等、各方面で偽装事件が問題となり、その年の漢字は「偽」になったほどであった。それに伴い、現在、独立行政法人食品総合研究所などの国公立の試験研究所では食品の産地判別技術の研究開発が精力的に行われている。また、独立行政法人農林水産消費安全技術センターにおいては食品、林産物、飼料及び肥料などにおいて多数の産地判別技術が研究開発されており、同所では開発した産地判別技術を用いて表示の監視もしている。最近は独立行政法人森林総合研究所において木材の産地判別技術の研究開発も行われている。

## 偽装原因
- 価格差を利用し不正に利益を得ようとする（製品：農畜水産物　中国産→日本産　外国産→日本産）
- 不安定な流通の商品の流通の安定化のため（製品：農畜水産物　中国産→日本産　外国産→日本産まれに日本産→外国産）
- 在庫処理のため

## 技術の概要
食品の判別技術は品種と産地の判別が主である。
品種判別
品種判別は遺伝マーカーを指標として判別する方法が主流である。現在はPCR-RFLP法などによりクロマグロとその他のマグロの判別方法などが開発されている。
産地判別
- 無機分析

品種判別に対し、産地判別は一般的に種が同じものを判別対象とする事が多いので遺伝子マーカーが使えない場合が多い。
現在、日本で開発されている産地判別技術はそのほとんどが無機成分を指標としている。
無機成分をICP法により一斉に多元素を測定し、その分析値を説明変量として、多変量解析(判別分析)を行い、判別式を作成する。
判別式は一次関数になる。
説明変量は統計手法の一つステップワイズ法により選択されるケースが多い。
未知のサンプルを検定する場合は、分析値を判別式に代入し、判別得点をはじき出して判別する。
これは当該生物が生育した環境の元素組成を反映するためと考えられる。
- DNA型鑑定

対象生物が系群を形成している場合は、産地によりDNA型が異なる可能性があるので、DNA型鑑定が有効である。
- 有機成分分析

対象生物の脂肪酸組成、アミノ酸組成及び有機酸組成などの差異により判別する。
これは当該生物が場所により栄養とするものが異なるためと考えられる。
- 安定同位体比

安定同位体比の差異により判別する。これは環境水や飼料などの影響によると考えられている。
- ELISA法

ELISA法により判別する。これはDNA型鑑定が完成している場合、簡易法として開発される。
- 官能検査

よく訓練した、犬などを用いて判別する

## 判別式の例
{\displaystyle \mathbb {Z} =A*[Na]+B*[As]+C}
- Z=判別得点
- [Na],[As]=ナトリウム及び砒素の分析値
- A,B=ナトリウム及び砒素の分析値の係数
- C=判別式の定数

- 判別得点によって判別を行う。

## 長所
遺伝子に頼らずに判別することができる。
開発費及び運用費が安価である。（開発費数十万円程度）

## 短所
統計的手法により作成する判別方法なので、ある程度の誤判定は免れない。
高度に加工された食品の判別は難しい。
信頼性の高い試料を多数収集する必要があり、大変である。

## 今後の展開
判別精度の向上が課題である。今後は、Sr(ストロンチウム)同位体比などと併せて判別精度の向上を図っていく必要がある。

## 関連事項
- 産地偽装
- DNA型鑑定
- 日本農林規格
- 農林水産省
- 分析化学